# Howard Robertson
Howard Percy "Bob" Robertson (27. ledna 1903 – 26. srpna 1961) byl americký matematik a fyzik, známý pro práci ve fyzikální kosmologii a na principu neurčitosti. Byl profesorem matematické fyziky na Kalifornském technologickém institutu a na Princetonské univerzitě.
Robertson udělal důležité příspěvky k matematice kvantové mechaniky, obecné teorii relativity a diferenciální geometrii. Aplikoval relativitu na kosmologii a vyvinul koncept rozpínání vesmíru a dále předpověděl existenci rudého posuvu. Jeho jméno je ale nejvíce spojováno s Poyntingovým–Robertsonovým efektem, což je proces při němž sluneční záření způsobuje ztrátu momentu hybnosti prachu obíhajícího hvězdu. Tento jev popsal z hlediska obecné teorie relativity.
Během druhé světové války Robertson pracoval pro National Defense Research Committee (NDRC) a Office of Scientific Research and Development (OSRD). Byl rovněž technickým poradcem ministra války, styčným důstojníkem OSRD v Londýně a předsedou vědeckého poradního odboru Supreme Headquarters Allied Expeditionary Force.
Po válce byl ředitelem skupiny hodnocení zbraňových systémů na Ministerstvu obrany, předsedal Robertson Panel zabývajícím se UFO v roce 1953 a působil jako vědecký poradce Vrchního velitelství spojeneckých sil v Evropě v letech 1954 a 1955. Dále byl předsedou vědecký výbor pro obranu mezi roky 1956 a 1961 a člen vědeckého poradního výboru prezidenta od roku 1957 do roku 1961.

## Mládí
Howard Percy Robertson se narodil v Hoquiam ve státě Washington 27. ledna 1903 jako nejstarší z pěti dětí inženýra George Duncana Robertsona a zdravotní sestry Anny Macleodové. Jeho otec zemřel když mu bylo 15 let. Přes finanční potíže rodiny všichni sourozenci studovali na univerzitě. Robertson začal v roce 1918 navštěvovat Washingtonskou univerzitu v Seattlu. Původně chtěl studovat inženýrství, ale později zvolil matematiku. Bakalářský titul z matematiky získal v roce 1922 a magisterský titul z matematiky a fyziky v roce 1923.[2]
V roce 1923 se Robertson oženil s Angelou Turinskou, studentkou filozofie a psychologie na Washingtonské univerzitě.[2] Měli spolu syna George Duncana, který se stal chirurgem a dceru Mariettu, pozdější manželku historika Peter W. Faye. Na univerzitě se také setkal s Ericem Templem Bellem, který jej přesvědčil pro pokračování studia matematiky na Kalifornském technologickém institutu.[2] Robertson dokončil disertační práci v oboru matematiky a fyzice v roce 1925 pod dohledem Harry Batemana. Práce se týkala "Dynamických prostoročasů, které obsahují konformní 3-euklidovský prostor".
Po získání doktorátu obdržel Robertson stipendium National Research Council na univerzitě v Göttingenu v Německu, kde se setkal s Davidem Hilbertem, Richardem Courantem, Albertem Einsteinem, Wernerem Heisenbergem, Erwinem Schrödingerem, Karlem a Martinem Schwarzschildem, Johnem von Neumannem a Eugenem Wignerem.[5] Zjistil, že Max Born má výhrady k jeho konceptu rozpínajícího se vesmíru, který označil za nesmysl.[6] Strávil také šest měsíců na Mnichovské univerzitě, kde byl postdoktorandem u Arnolda Sommerfelda.[7]

## Matematika
Po návratu do Spojených států v roce 1927 se stal asistentem profesora matematiky na Caltechu. V roce 1929 přijal místo jako asistent profesora matematické fyziky na Princetonské univerzitě, kde se v roce 1931 stal docentem a roku 1938 profesorem.[8] Rok 1936 strávil na Kalifornském technologickém institutu.[9] Jeho zájem o obecnou relativitu a diferenciální geometrii vedl ve dvacátých letech k sérii článků.[10][11][12]
Robertson napsal tři důležité práce v oblasti matematiky kvantové mechaniky.[10] V první německy psané práci zkoumal souřadný systém potřebný pro řešení Schrödingerovy rovnice.[13] Ve druhé zkoumal vztah mezi komutativním zákonem a Heisenbergovým principem neurčitosti.[14] A třetí práce se týkala rozšíření druhého případu na m rozpoznatelnost.[15] V roce 1931 vydal překlad Weylovy knihy The Theory of Groups and Quantum Mechanics.[10]
V roce 1936 způsobil anonymní kritický dopis psaný Robertsonem vyjadřující se k článku Alberta Einsteina ve Physical Review Einsteinovo odstoupení z práce.
Další úspěchy zaznamenal Robertson v použití relativity na kosmologii.[17] Vyvinul koncept rozpínajícího se vesmíru a předpověděl rudý posuv.[18] V roce 1929 to potvrdil Edwin Hubble.[19] Robertson pokračoval v aplikaci teorie spojitých grup v Riemannově prostoru k nalezení všech řešení, které popisují kosmologické prostory. [20] Toto bylo v roce 1936 rozšířeno Geoffreyem Arthurem Walkerem a dnes je práce známa jako Robertsonova–Walkerova metrika.[17]
Jednou z nejdůležitějších prací vydaných Robertsonem byla krátká poznámka v The Annals of Mathematics nazvaná "Poznámka k předchozí práci: Problém dvou těles v obecné teorii relativity". Robertsonovo řešení nebylo v přesnosti překonáno několik desítek let. V dřívější pracích jako Schwarzschildova metrika se centrální těleso nepohybovalo, zatímco Robertsonovo řešení je považováno za řešení dvou těles obíhajících kolem sebe. Nicméně do řešení se nepodařilo zahrnout gravitační záření, takže tělesa na oběžné dráze setrvávají navždy a navzájem se nepřibližují.[21]
Robertsonovo jméno je často spojováno s Poyntingovým–Robertsonovým jevem,[17] což je proces, při kterém sluneční záření způsobuje ztrátu momentu hybnosti prachu obíhajícího kolem hvězdy. S tím souvisí i tlak záření tečný k pohybu prachu. John Henry Poynting popsal tento jev v roce 1903 na základě teorie éteru, která byla poté nahrazena Einsteinovou teorií relativity. V roce 1937 Robertson popsal jev z hlediska obecné teorie relativity.[22]

## Druhá světová válka
Kromě práce ve fyzice hrál Robertson ústřední roli v americké vědecké inteligenci během a po Druhé světové válce. Byl osloven Richardem Tolmanem krátce po zahájení Druhé světové válce v roce 1939 a začal pracovat pro výbor pro pasivní ochranu proti bombardování. Ta byla absorbována s dalšími skupinami do Divize 2 z National Defense Research Committee (NDRC), Robertson se dále zabýval studium terminální balistiky.[23]
V roce 1943 se Robertson stal hlavním vědeckým styčným důstojníkem Úřadu pro Vědecký Výzkum a Vývoj (OSRD) v Londýně.[23] Stal se blízkým přítelem Reginalda Jonese Victora[24] a Solly Zuckermana. Podílel se na práci kódování radarů a majáků.[25] V roce 1944 se stal technickým poradcem Ministra války a Náčelníkem vědecké Inteligence poradního sboru Supreme Headquarters Allied Expeditionary Force.[23] Jeho znalost němčiny mu pomohla vyslechnout německé vědce, včetně raketových vědců podílejících se na programu rakety V-2.[26] Za přínos k válečnému úsilí získal medaili za zásluhy.[9]

## Pozdější život
V roce 1947 se Robertson stal profesorem na Kalifornském technologickém institutu. Zůstal tam po zbytek své kariéry s výjimkou období vládní služby.[19][23] Pracoval pro Central Intelligence Agency jako ředitel skupiny hodnotící zbraňové systémy, dále byl členem obdobné skupiny v úřadu ministra obrany a vědeckým poradcem Vrchního velitelství spojeneckých sil NATO v Evropě (SACEUR). V roce 1953 byl předsedou Robertsonova panelu, který zkoumal vlnu zpráv o UFO v roce 1952. Byl předsedou vědecký výbor pro obranu a člen prezidentova vědeckého poradního výboru (PSAC).[23]
Byl členem Národní akademie věd, ve které slouží jako vědec zodpovědný za styk se zahraničím od roku 1958 až do své smrti v roce 1961, Americké akademie umění a věd, Americké matematické společnosti, Americké fyzikální společnosti, Americké astronomické společnosti, Americké filozofické společnosti a Společnosti pro průmyslovou a aplikovanou matematiku.[28]
V srpnu 1961 byl hospitalizován poté, co byl zraněn při autonehodě. Prodělal plicní embolii a zemřel 26. srpna 1961.[8] Jeho práce byly darovány do archivu Kalifornského technologického institutu jeho dcerou a zetěm v roce 1971.